# Colliers End
Colliers End är en by i civil parish Standon, i distriktet East Hertfordshire, i grevskapet Hertfordshire, i England. Byn är belägen 9 km från Hertford. Byn hade 415 invånare år 2011.